# 宮城第一水力発電所

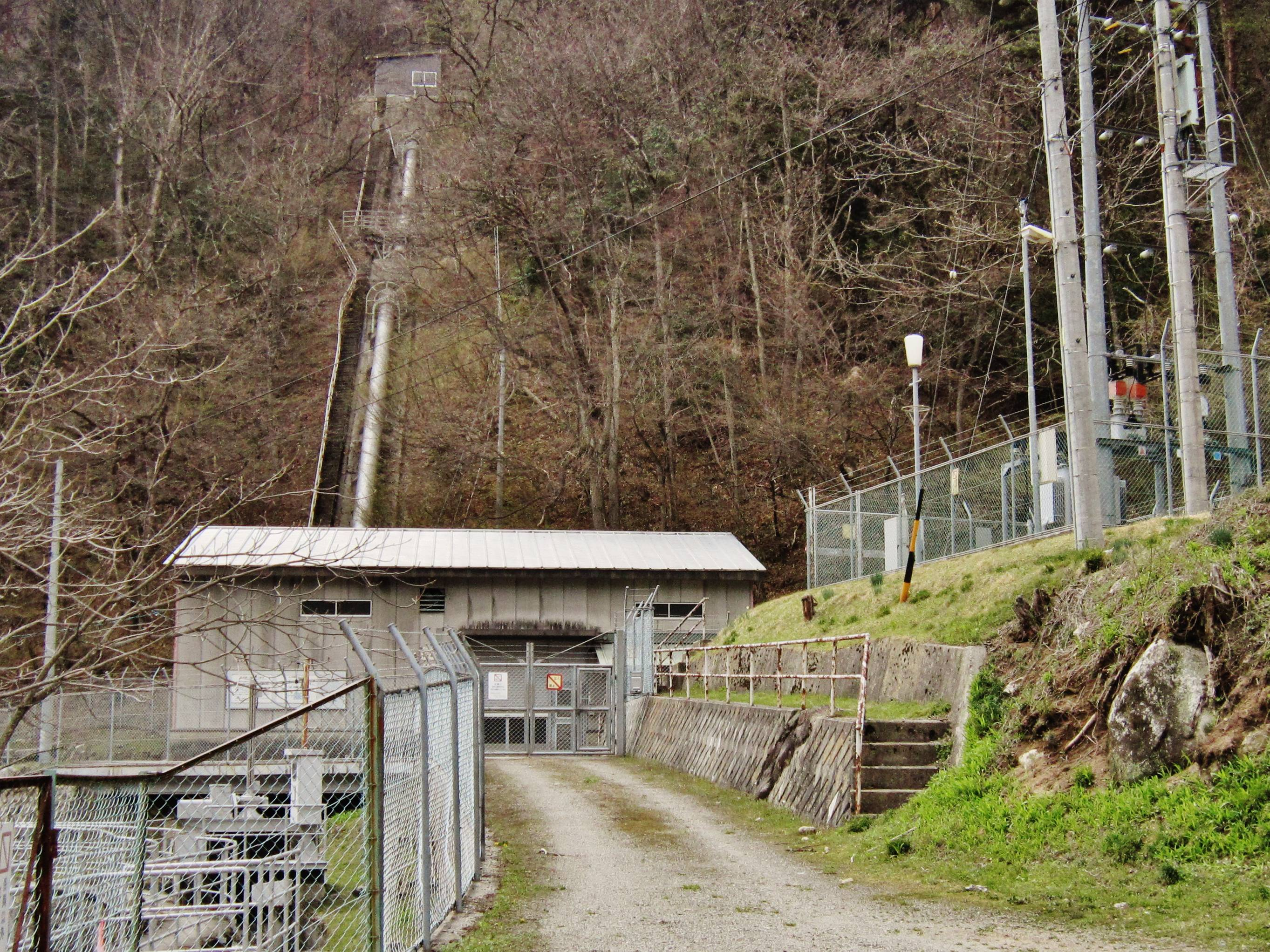
宮城第一水力発電所

宮城第一水力発電所（みやしろだいいちすいりょくはつでんしょ）は、中部電力の水力発電所である。

## 所在地
- 長野県安曇野市穂高有明宮城

## 概要
- 河川：中房川
- 最大出力：400kW
- 周波数：50Hz
- 水路式
- 有効落差：45.45m
- 運用開始：1904年（明治37年）9月14日
- 現役で日本最古の発電機が稼働中（1号機:独ジーメンス社1902年製、500V、250kVA）
- 明治時代の電力会社安曇電気が発電所を建設。